# 張金鶚
張金鶚（英語：Chin-Oh Chang，1954年—），生於台灣台北市，中華民國著名學者、政治人物，前臺北市副市長，畢業於中原大學建築學系、美國麻省理工學院建築碩士、美國賓夕法尼亞大學都市及區域計畫系碩、博士。曾於美國加州柏克萊大學、英國格拉斯哥大學、瑞典國家建築研究中心、日本明海大學等校擔任訪問學者。學術專長為建築、都市計劃、公共政策、經濟、財務金融與地政。
1989年開始從事學術研究，經常於國內外著名學術期刊發表論文，並長年在各大報章雜誌發表專論。曾任國立政治大學地政系特聘教授、政大不動產研究中心主任、國立清華大學科技管理學院榮譽講座教授。原任國立政治大學地政學系教授，現已退休，為享譽國內外的居住正義、房地產分析與都更專家。

## 外部連結
- 張金鶚的Facebook專頁